# Hrabstwo Dallas (Iowa)

Piramida wieku hrabstwa

Hrabstwo Dallas – hrabstwo położone w USA w stanie Iowa z siedzibą w mieście Adel. Założone w 1846 roku.

## Miasta
| - Adel - Bouton - Clive - Dallas Center - Dawson - De Soto | - Dexter - Granger - Grimes - Linden - Minburn - Perry | - Redfield - Urbandale - Van Meter - Waukee - West Des Moines - Woodward |

## Gminy
| - Adams - Adel - Beaver - Boone - Colfax - Dallas | - Des Moines - Grant - Lincoln - Linn - Spring Valley - Sugar Grove | - Union - Van Meter - Walnut - Washington |

## Drogi główne
| - Interstate 80 - U.S. Highway 6 - U.S. Highway 169 - Iowa Highway 17 | - Iowa Highway 44 - Iowa Highway 141 - Iowa Highway 144 - Iowa Highway 210 |

## Sąsiednie hrabstwa
- Hrabstwo Boone
- Hrabstwo Polk
- Hrabstwo Madison
- Hrabstwo Guthrie
- Hrabstwo Greene